# East 105th Street
East 105th Street – stacja metra nowojorskiego, na linii L. Znajduje się w dzielnicy Brooklyn, w Nowym Jorku i zlokalizowana jest pomiędzy stacjami New Lots Avenue i Canarsie – Rockaway Parkway. Została otwarta 28 grudnia 1906.